# Siniša Jurković
Siniša Jurković (Nova Gradiška, 20. kolovoza 1968.) hrvatski je general, trenutni je zamjenik načelnika glavnog stožera Oružanih snaga RH i bivši zapovjednik Hrvatske kopnene vojske.

## Životopis
U listopadu 1991., kada završava Vojnu akademiju za oklopno-mehanizirane jedinice, uključio se u sastav 121. brigade u rodnoj Novoj Gradišci gdje je tokom rata sudjelovao najprije kao izvidnik, a kasnije kao zamjenik zapovjednika oklopne bojne na ratištima Istočne i Zapadne Slavonije pod Operativne grupe Istočna Posavina. Nakon rata obnaša razne dužnosti, a 2007. godine u sklopu NATO-vih mirovnih misija u Afganistanu obnaša dužnost Zapovjednika OMLT (Operativno mentorski tim za vezu). Po povratku iz NATO-a upisuje Ratnu školu 'Ban Josip Jelačić', koju završava 2010. Sljedeće godine postavljen je za zamjenika zapovjednika Hrvatske kopnene vojske koju obnaša do 2015. kada odlazi na usavšavanje u SAD. 2016. preuzima ponovno dužnost zamjenika zapovjednika, a od 1. siječnja 2018. i zapovjednikom Hrvatske kopnene vojske. 16. ožujka 2020. postaje zamjenik načelinka Glavnog stožera Oružanih snaga.

## Činovi
- 1992. - satnik
- 1996. - bojnik
- 2003. - pukovnik
- 2009. - brigadir
- 2013. - brigadni general
- 2018. - general bojnik

## Vanjske poveznice
- Životopis na stranicama OSRH

| Prethodnik:  | Zapovjednik Hrvatske kopnene vojske (2017. – 2020.) | Nasljednik: |
| Mate Ostović | Zapovjednik Hrvatske kopnene vojske (2017. – 2020.) | Boris Šerić |